# McLemoresville
McLemoresville es un pueblo ubicado en el condado de Carroll en el estado estadounidense de Tennessee. En el Censo de 2010 tenía una población de 352 habitantes y una densidad poblacional de 52,64 personas por km².

## Geografía
McLemoresville se encuentra ubicado en las coordenadas 35°59′13″N 88°34′52″O / 35.98694, -88.58111. Según la Oficina del Censo de los Estados Unidos, McLemoresville tiene una superficie total de 6.69 km², de la cual 6.69 km² corresponden a tierra firme y (0%) 0 km² es agua.

## Demografía
Según el censo de 2010, había 352 personas residiendo en McLemoresville. La densidad de población era de 52,64 hab./km². De los 352 habitantes, McLemoresville estaba compuesto por el 88.92% blancos, el 9.38% eran afroamericanos, el 0% eran amerindios, el 0.28% eran asiáticos, el 0% eran isleños del Pacífico, el 0% eran de otras razas y el 1.42% pertenecían a dos o más razas. Del total de la población el 0% eran hispanos o latinos de cualquier raza.